# Ant-Hill-Gletscher
Der Ant-Hill-Gletscher ist ein Gletscher im ostantarktischen Viktorialand. Er fließt zwischen dem Ant Hill und dem Bareface Bluff in der Worcester Range in nordöstlicher Richtung zum Skelton-Gletscher.
Die neuseeländische Gruppe der Commonwealth Trans-Antarctic Expedition (1955–1958) erkundete ihn im Jahr 1957 und benannte ihn in Verbindung mit dem gleichnamigen Hügel. Namensgebend ist für beide die von der Gruppe entdeckte Antiklinale in einem Felsvorsprung unterhalb des Hügels.